# Schismatogobius roxasi
Schismatogobius roxasi är en fiskart som beskrevs av Herre, 1936. Schismatogobius roxasi ingår i släktet Schismatogobius och familjen smörbultsfiskar. Inga underarter finns listade i Catalogue of Life.